# Wiesław Kopczyński
Wiesław Kopczyński (ur. 7 grudnia 1880 w Młocinach pod Warszawą, zm. 6 listopada 1934 w Kurowie) – polski urzędnik, działacz rolniczy, polityk, minister.

## Życiorys
Był synem Sylwestra i Feliksy z domu Sapińskiej. W latach 1902–1905 był słuchaczem Studium Rolniczego przy Wydziale Filozoficznym Uniwersytecie Jagiellońskimw Krakowie. Po wyjeździe z miasta zajmował się administrowaniem majątkami w guberni grodzieńskiej. W 1914 r. objął kierownictwo Rolniczej Stacji Doświadczalnej w Szymanowie. W czasie I wojny światowej, po zniszczeniu stacji, wyjechał do dzierżawionego majątku na Grodzieńszczyźnie. Został stamtąd ewakuowany w głąb Rosji, powrócił do Polski po traktacie brzeskim (marzec 1918).

### II Rzeczpospolita
Już w odrodzonej ojczyźnie krótko pracował w Centralnym Towarzystwie Rolniczym, następnie przeszedł do Ministerstwa Rolnictwa i Dóbr Państwowych, początkowo do Wydziału Reform Agrarnych, później był kierownikiem Wydziału Produkcji Roślinnej, jako członek komisji osadnictwa wojskowego był jednym z autorów ustawy o tym osadnictwie.
W okresie od 22 lipca 1924 do 25 kwietnia 1925 był ministrem reform rolnych w rządzie Władysława Grabskiego. Jego powołanie było związane z postępującą radykalizacją stronnictw sejmowych, a zwłaszcza Polskiego Stronnictwa Ludowego-Piast, które w maju 1924 r. wnioskowało o przyśpieszenie prac nad nowelizacją ustawy o reformie rolnej. Stanowisko to poparło Polskie Stronnictwo Ludowe-Wyzwolenie, które miesiąc wcześniej w sejmie przedstawiło własny projekt ustawy o wykonaniu reformy rolnej. Z kolei w lipcu 1924 r. Polska Partia Socjalistyczna zaproponowała PSL-Piast obalenie rządu. Kopczyński wycofał z sejmowej Komisji Reform Rolnych projektu ustawy o reformie rolnej autorstwa Ludkiewicza. Nowy minister miał na nowo opracować jej zasady, które w dużej części uwzględniałyby dobrowolną parcelację. Ponadto otrzymał rekomendację od PSL-Wyzwolenie, co zostało odczytane przez opinię publiczną jako ewolucja rządu w kierunku lewicowym.
Jako minister przygotował projekt zmian w obowiązującej ustawie scaleniowej, który zmierzał w kierunku zdecentralizowania postępowania scaleniowego. Decyzję o rozpoczęciu komasacji oddawano teraz Powiatowym Urzędom Ziemskim, których powszechne wprowadzenie stanowiło novum w administracji Ministerstwa Reform Rolnych. Jednocześnie część dotychczasowych uprawnień komisarza ziemskiego została przeniesiona na geometrę, któremu nadawano tytuł mierniczego-komasatora. Projekt zmian został przedstawiony sejmowi w styczniu 1925 r., a nowelę uchwalono ostatecznie 3 kwietnia 1925 r. Jednakże w trakcie procesu legislacyjnego wiele z zaproponowanych przez ministerstwo zmian zostało cofniętych, co w praktyce wypaczyło istotę projektu. Inną kwestią, którą zajmował się Kopczyński było przyśpieszenie prac nad zmianą obowiązującego prawodawstwa dotyczącego likwidacji serwitutów, któremu sprzeciwiała się lewica ruchu ludowego. W połowie listopada 1924 r. resort przygotował projekt noweli ustawy serwitutowej, która wywołała znaczny niepokój w sferach ziemiańskich. Szybko wniesiona przez rząd do sejmu, została przez niego odrzucona, a ustąpienie Kopczyńskiego ze stanowiska zmniejszyło aktywność ministerstwa w tej kwestii.
Kopczyński również opracował zasady, na których miał się opierać rząd przy przeprowadzaniu parcelacji w województwach wschodnich RP. Przedstawiony projekt nie wykluczał mniejszości narodowych, ale różnicował reguły parcelacji w części północnej i południowej terenów wschodnich. Na północy majątki w pasie przygranicznym miały zostać rozparcelowane wyłącznie wśród ludności miejscowej, gdyż zdaniem Kopczyńskiego rozdzielenie ziemi wśród polskich kolonistów skazywałoby ich na życie w odosobnieniu i ciągłym niebezpieczeństwie. Silne, zwarte skupiska polskich kolonistów Kopczyński planował tworzyć wewnątrz kraju, z zastrzeżeniem, że do jednej kolonii należałoby sprowadzać ludność pochodzącą z tej samej okolicy i zasobną ekonomicznie, tj. najlepiej przygotowaną do przetrwania w pierwszych latach kolonizacji. W odniesieniu do Małopolski Wschodniej projekt przewidywał natomiast powierzenie akcji parcelacyjnej instytucjom prywatnym i ograniczenie roli państwa do obserwacji i nadzorowania całego procesu. Ludność miejscowa mogłaby kupować ziemię, ale podobnie jak w północnej części województw wschodnich interesy narodowe polskie byłyby zabezpieczone przez przekazywanie części ziemi kolonistom. W celu przyśpieszenia parcelacji na tych terenach Kopczyński wydał też na początku 1925 r. zarządzenie nakazujące Państwowemu Bankowi Rolnemu skupywanie od ziemian na sprzedaż „odcinków” gruntów o powierzchni do 100 ha. 11 lutego 1925 r. Rada Ministrów przyjęła projekt reformy rolnej przygotowany przez Kopczyńskiego. Był on swego rodzaju kompilacją propozycji złożonych przez PSL-Wyzwolenie i Seweryna Ludkiewicza. Przede wszystkim był to projekt nowelizacji ustawy z 15 sierpnia 1920 r. Potraktowano w nim jednakowo wszystkie ziemie Rzeczypospolitej i wprowadzono jednolite normy. Ich wysokość ustalono na poziomie trzykrotnie wyższym niż w projekcie PSL-Wyzwolenie, a proponowanym przez Ludkiewicza. Projekt Kopczyńskiego kładł nacisk na parcelację prywatną oraz określał znacznie wyższą górną granicę posiadania, przewidzianą na 180-400 ha. Utrzymano w nim 200 000 ha w skali kraju jako roczny kontyngent parcelacji. Przyjęto również koncepcję obliczania wysokości odszkodowania zgodnie z szacunkiem właścicieli określonym przy wyliczaniu podatku majątkowego. Kompromisowość, ale i brak jednolitej myśli oraz próby zaspokojenia żądań wszystkich stronnictw sejmowych ukazał art. 49, który uzależniał wielkość nowo tworzonych gospodarstw od wykonawcy parcelacji. W pracach kierowanych przez urzędy ziemskie i Państwowy Bank Rolny miały one mieć powierzchnię 15 ha, a na terenach wschodnich i zachodnich kraju 25 ha. Natomiast przy parcelacji prywatnej i instytucji upoważnionych odpowiednio 25 i 46 ha. Tym samym otwarcie przyznawano, że MRR nie ma jasnej koncepcji reformy. Brakowało nie tylko zgody co do formy transformacji, ale nie znane były cele, które chciano zrealizować. Poza tym w projekcie dość wąsko potraktowana została kwestia pomocy finansowej gospodarstwom rolnym. Podtrzymano tu jedynie popieraną przez PSL-Wyzwolenie koncepcję odszkodowania wypłacanego listami zastawnymi „Państwowej Renty Ziemskiej”. Ewentualne kredyty na inne poza zakupem ziemi cele mógł przyznawać jedynie PBR, zgodnie ze swoim statutem. Koncepcja Kopczyńskiego przewidywała uczynienie z PBR instytucji, która miała przejąć po uchwaleniu ustawy o reformie rolnej zadania parcelacji z rąk MRR.
19 lutego 1925 r. Kopczyński przedłożył w sejmie projekt rządowy ustawy o reformie rolnej, ale nie został on dobrze przyjęty. Jeden z liderów PSL-Wyzwolenie i były minister rolnictwa w pierwszym rządzie Wincentego Witosa, zaatakował projekt za mało etatystyczny charakter, zbyt wysokie normy władania ziemią i odwoływanie się do dobrej woli obszarników, ponieważ to oni musieli ustalać ceny parcelowanych gruntów. Z tego powodu Poniatowski zgłosił wniosek o odrzucenie projektu ustawy, który jednak nie zyskał szerszego poparcia. PSL-Piast, mimo wielu zastrzeżeń, ostatecznie poparło wniosek o odesłanie go do Komisji Reform Rolnych. Ponieważ projekt ten spotkał się z krytyką stronnictw ludowych, Kopczyński uznał to za votum nieufności i 25 kwietnia zgłosił dymisję, która została przyjęta.

### Dalsze życie
Po dymisji objął kierownictwo Wydziału Drobnych Gospodarstw w Ministerstwie Reform Rolnych. Po zamachu majowym został w 1927 r. członkiem Komisji Opiniodawczej Rolniczej przy Komitecie Ekonomicznym Ministrów, która miała pomóc w wypracowaniu programu rolnego sanacji, zmierzającego do zintegrowania gospodarki chłopskiej z rynkiem. Współpracując z Instytutem Naukowym Gospodarstwa Wiejskiego w Puławach,prowadził działalność mającą na celu organizację gospodarstw osadniczych powstałych na skutek parcelacji, zapewniającą im gospodarczą samowystarczalność. W ostatnich latach życia był prezesem zarządu fundacji Wieś Kościuszkowska w województwie pomorskim i członkiem Rady Związku Rolników z Wyższym Wykształceniem i członkiem zarządu oddziału warszawskiego tego związku.

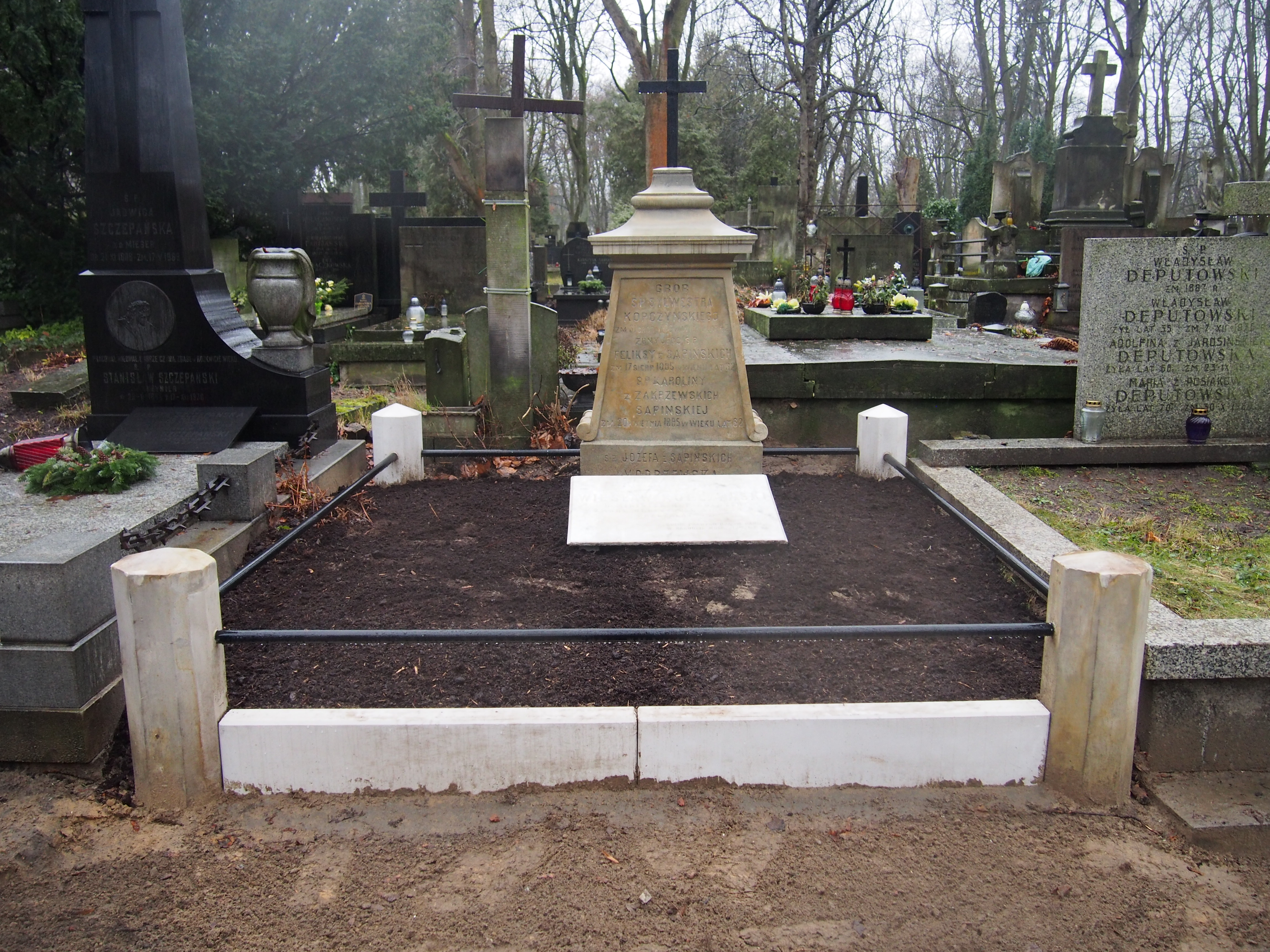
Grób Wiesława Kopczyńskiego cmentarzu Powązkowskim w Warszawie (2023)

Zmarł na zawał serca 6 listopada 1934 r. w Kurowie pod Białymstokiem. Został pochowany na cmentarzu Powązkowskim w Warszawie (kwatera 199, rząd 1, miejsce 16-17).
W 2022 roku z inicjatywy premiera Mateusza Morawieckiego, Fundacja ,,Stare Powązki" odnowiła grób ministra Kopczyńskiego.